# NGC 4945A
NGC 4945A је спирална галаксија у сазвежђу Кентаур која се налази на NGC листи објеката дубоког неба.
Деклинација објекта је - 49° 41' 30" а ректасцензија 13h 6m 33,7s. Привидна величина (магнитуда) објекта NGC 4945 износи 12,4 а фотографска магнитуда 13,0. NGC 4945A је још познат и под ознакама ESO 219-28, PGC 45380.